# ГЕС Есна
ГЕС Есна — гідроелектростанція на півдні Єгипту. Розташована між старою Асуанською греблею (вище за течією) і ГЕС Нага-Хаммаді, входить до складу каскаду ГЕС на Нілі.
Ще 1908 року Ніл у районі Есни (пів сотні кілометрів на південь від Луксора) перекрили греблею, котра виконувала іригаційні функції. У 1989—1994 роках її замінили новою спорудою, на зведення якої пішло 290 тис. м3 бетону та 23,5 тис. тонн арматури. Крім того, на місці будівництва провели виїмку понад 5 млн м3 ґрунту (у тому числі 3 млн м3 за допомогою земснарядів) та виконали роботи в обсязі 2 млн м3 у кар'єрах.
Біля лівого берега розташовані два судноплавні шлюзи розмірами 160 × 17 метрів із мінімальною глибиною 3 метри. Центральна частина споруди містить 11 водопропускних шлюзів, а між ними та судноплавними розмістили машинний зал руслової гідроелектростанції.
Зал обладнаний шістьма бульбовими турбінами загальною потужністю 86 МВт, які при напорі у 5,7 метра забезпечують виробництво 0,4 млрд кВт·год електроенергії на рік.